# Peter van de Velde

Peter van de Velde: Fästning vid en hamn, Nationalmuseum.

Peter van de Velde, född den 27 februari 1634 i Antwerpen, död kort efter 1723, var en flamländsk målare.
van de Velde var en efterföljare av Bonaventura Peeters och blev mästare i målargillet i Antwerpen 1654. Han var marinmålare, och David Teniers den yngre målade ofta staffage i hans tavlor. Av honom finns två signerade arbeten i Stockholms Nationalmuseum, båda motiv från en fästning vid en hamn.